# Rettungsmedaille (Rheinland-Pfalz)

Grafische Darstellung der Rettungsmedaille von Rheinland-Pfalz (Avers)

Das Ehrenzeichen für Rettung aus Gefahr des Bundeslandes Rheinland-Pfalz wurde am 19. März 1951 per Landesgesetz vom damaligen Ministerpräsidenten Peter Altmeier gestiftet und ist eine staatliche Anerkennung für eine unter Einsatz des eigenen Lebens erfolgreich durchgeführte Rettung aus Gefahr. Dabei werden für Rettungstaten verliehen:
- die Rettungsmedaille am Bande oder die nichttragbare
- Erinnerungsmedaille für Rettung aus Gefahr[1]

Neben diesen beiden möglichen Verleihungsarten besteht zudem die Möglichkeit, eine öffentliche Belobigung auszusprechen. Daneben kann, auch im Falle einer Nichtverleihung einer Auszeichnung, eine Geldbelohnung gewährt werden. Für alle Ehrungsarten ist gleich, dass sie an ein und dieselbe Person nur einmal verliehen werden kann.

## Verleihungsvoraussetzungen

### Rettungsmedaille am Bande
Eine Verleihung kann an alle Personen erfolgen, die unter besonders schwierigen, mit Lebensgefahr verbundenen Umständen erfolgreich Menschen aus Lebensgefahr gerettet oder eine von der Allgemeinheit drohende Gefahr abgewendet haben und dabei einen besonderen Beweis von Mut und Selbstopferung gezeigt haben. Der zukünftige Träger muss der Auszeichnung im Weiteren würdig erscheinen.

### Erinnerungsabzeichen
Das Erinnerungsabzeichen für Rettung aus Gefahr wird dagegen verliehen, wenn sich der Retter bei der zugrundeliegenden Rettungstat in minder schwerer Lebensgefahr befunden hat.

### Geldbelohnung
Rettungstaten, die nicht selbstständig durchgeführt worden sind bzw. deren Begleitumstände minder schwierig waren, erhalten eine Geldbelohnung, die statt der Rettungsmedaille oder des Erinnerungsabzeichens gewährt werden kann. Die Höhe wird dabei vom Präsidenten der Aufsichts- und Dienstleistungsdirektion festgelegt. Die Aushändigung erfolgt dann im Übrigen durch den Präsidenten der Aufsichts- und Dienstleistungsdirektion in voller Höhe und Gebührenfrei. Die Geldbelohnung wird dabei stets unabhängig von dem Ersatz etwa erlittenen Körper- oder Sachschadens gezahlt. Ergeben sich aus dem Ermittlungen, dass der Retter nicht gewillt ist, die Rettungs- oder Erinnerungsmedaille anzunehmen, so ist festzustellen, ob die wirtschaftlichen Verhältnisse des Retters die Geldbelohnung rechtfertigen. Ist dies der Fall, so kann anstelle der Rettungs- oder Erinnerungsmedaille die Geldbelohnung treten.

### Öffentliche Belobigung
Sind für Rettungstaten die Voraussetzungen für eine Verleihung der Rettungsmedaille, des Erinnerungsabzeichens und einer Geldbelohnung nicht gegeben und verlangt das Verhalten des Retters jedoch einer Würdigung, so wird diesen eine öffentliche Belobigung ausgesprochen. Die öffentliche Belobigung wird durch den Präsidenten der Aufsichts- und Dienstleistungsdirektion vollzogen. Sie ist ebenfalls im Staatsanzeiger bekannt zu geben.

## Verleihungsausschluss
Die Verleihung der Rettungsmedaille bzw. die Erinnerungsmedaille für Rettung aus Gefahr für Personen, die aus dienstlichen oder aus beruflichen Gründen der Schutz des Lebens anderer anvertraut ist, ist nur dann zulässig, wenn diese bei der Rettungstat das Durchschnittmaß ihrer Pflichterfüllung erheblich überschritten haben, wobei ausdrücklich Ausnahmen zulässig sind.

## Verleihungsprozedur und Aushändigung
Mit der Verleihung des Ehrenzeichens für Rettung aus Gefahr, erhält der zu Beleihende eine vom Ministerpräsidenten unterzeichnete Urkunde, bei der Verleihung des Erinnerungsabzeichens eine entsprechende Bescheinigung. Die Verleihung der Rettungsmedaille erfolgt im Namen des Ministerpräsidenten durch den Präsidenten der Aufsicht- und Dienstleistungsdirektion, der auch die öffentliche Bekanntmachung im Staatsanzeiger veranlasst. Beide Ehrungen gehen in das Eigentum des Beliehenen über und verbleiben nach dessen Tode den Hinterbliebenen als Erinnerungsstück.

## Vorschlagsprozedur
Die Vorschläge, welche zur Verleihung des Ehren- oder Erinnerungsabzeichens führen sollen, sind von den Kreisverwaltungen und den Stadtverwaltungen der kreisfreien Städte zu bearbeiten, in deren Gebiet der Retter seinen gewöhnlichen Wohnsitz hat. Hat der Retter außerhalb des Landesgebietes seinen Wohnsitz, so wird die Zuständigkeit durch den Rettungsort (auf dem Gebiet von Rheinland-Pfalz) begründet.

## Berichts- und Ermittlungspflicht durch die Behörden
Im Falle des Bekanntwerden der Rettungstat hat die zuständige Behörde (Kreis- oder Stadtverwaltungen der kreisfreien Städte) ihre Ermittlungen von Amts wegen aufzunehmen und zu ergründen, ob alle Voraussetzungen für eine staatliche Anerkennung gegeben sind. Dazu sind gegebenenfalls der Retter und der Gerettete sowie sonstige Zeugen der Rettungstat ausführlich anzuhören. Dabei ist eine einfache Planskizze zu fertigen, aus der Ort und Hergang der Rettungstat hervorgehen. Bei Rettung aus Wassergefahr ist zusätzlich auf der Planskizze die Tiefe kenntlich zu machen und ferner ein Gutachten der zuständigen Wasserschutzpolizeibehörde einzuholen, die insbesondere zum Grade der Lebensgefahr des Retters Stellung nehmen zu hat. Anschließend ist der Bericht zu fertigen, der stets einzeln zu behandeln ist. Der Bericht muss dabei eine klare und erschöpfende Darstellung und Begründung der Rettungstat enthalten. Er muss ferner enthalten:
- a) Vor- und Zuname des Retters
- b) Tag und Ort der Geburt des Retters
- c) Familienstand des Retters
- d) Wohnort und Wohnung des Retters
- e) Staatsangehörigkeit des Retters sowie den
- f) Tag und Ort der Rettungstat

Gegebenenfalls sind weitere Umstände im Bericht anzugeben, die bei der Beurteilung der Persönlichkeit des Retters, helfen sollen. Schlussendlich ist dem Bericht anzugeben, ob der Retter gewillt ist, die Rettungsmedaille oder im Falle der Verleihung der Erinnerungsmedaille diese auch tatsächlich anzunehmen. Dem Retter ist daher im Wege der Anhörung diese Frage zu stellen. Der Bericht nebst sämtlichen Ermittlungen ist dann auf dem Dienstweg an den Ministerpräsidenten zu senden.

## Versagungsgründe
Die staatlichen Anerkennungen können auch in bestimmten Fällen versagt werden. So wird die Rettungsmedaille oder die Erinnerungsmedaille, die Geldbelohnung sowie die öffentliche Belobigung nicht an Personen verliehen, die:
a) wegen eines Verbrechens zu einer Freiheitsstrafe von mindestens 1 Jahr verurteilt worden sind oder
b) infolge eines Richterspruchs die Wählbarkeit oder die Fähigkeit zur Bekleidung öffentlicher Ämter nicht (mehr) besitzen.
Es können von diesem Verleihungsverbot auch Ausnahmen gewährt werden, die jedoch in einem besonderen Stellungsverfahren festgehalten werden sollen, ob in diesem Einzelfall die Rettungstat durch ein Gnadenerweis gewürdigt werden sollte. Sonstige strafgerichtliche Verurteilungen stehen der Verleihung grundsätzlich nicht entgegen. Bei einer möglichen Verleihung sollen dennoch die Strafregisterauszüge dem Bericht beigelegt werden.

## Rückwirkende Anerkennung von Rettungstaten
Bereits eine verliehene Rettungsmedaille in der Zeit vom 22. Juni 1933 bis 8. Mai 1945 kann auf Antrag gegen ein Ehrenzeichen der neuen Prägung umgetauscht werden. Der Antrag ist dabei an den Ministerpräsidenten zu stellen, der den Umtausch auch dann bescheinigt.

## Aussehen und Beschaffenheit der Auszeichnungen
Die runde versilberte Rettungsmedaille hat einen Durchmesser von 33 mm. Sie zeigt auf ihrer Vorderseite mittig das erhaben geprägte Landeswappen von Rheinland-Pfalz sowie die ebenfalls erhaben geprägte halbkreisförmige Umschrift RHEINLAND-PFALZ. Die Rückseite der Medaille trägt die vierzeilige Aufschrift Für Rettung aus Gefahr, welche von einem Eichenkranz umschlossen ist. Die Rettungsmedaille wird dabei an einem orangefarbenen Band von 25 mm Breite getragen, welches von einem schmalen weißen Streifen beidseitig durchzogen ist. Sie lehnt sich damit an ihr ursprüngliches Muster, der Preußischen Rettungsmedaille von 1833, an.
Die nicht zum Tragen bestimmte Erinnerungsmedaille ist von gleicher Beschaffenheit und Aussehen.